# ويليام آموس
ويليام آموس (20 أبريل 1860 بأديلايد في أستراليا - 14 مايو 1935) (بالإنجليزية: William Amos)‏ هو لاعب كريكت أسترالي.

## وصلات خارجية
- ويليام آموس على موقع إي آس بي آن كريك إنفو (الإنجليزية)